# Raid nature
Pour les articles homonymes, voir Raid.
Ne doit pas être confondu avec Course à obstacles.
Un raid nature  ou raid multisport nommé parfois  raid sportif ou raid aventure est une épreuve sportive multi-disciplinaire courue en équipe sur un parcours en pleine nature. Les disciplines les plus fréquentes dans les raids multisports sont la grande randonnée, le VTT ou le canoë-kayak mais certains raids peuvent comporter d'autres disciplines, comme l'escalade, l'équitation, le ski, le rafting, le trail (course à pied) ou la nage en eau libre. Les raids nature font partie des pratiques sportives dites de pleine nature.

## Terminologie
En français la terminologie de « raid nature » ou « raid multisport » est recommandée par la Commission française de terminologie en préférence du terme « raid aventure » issue de la dénomination anglo-saxonne adventure raid. Une multiplicité de pratique a incité le Ministères de la Jeunesse et des Sports à classifier l'ensemble de ce type d'épreuve dans les « épreuves sportives de longue durée en milieu naturel et demandant un fort engagement notamment physique ».

## Types de pratiques
Selon les raids, on peut ainsi y rencontrer :
- Canoë et kayak, rafting
- Course à pied, course d'orientation, trail,
- Run & bike
- Swimrun
- Techniques verticales : escalade, via ferrata
- VTT
- Ski, équitation
- Parapente